# (20109) Alicelandis
(20109) Alicelandis est un astéroïde de la ceinture principale.

## Description
(20109) Alicelandis est un astéroïde de la ceinture principale. Il fut découvert le 12 septembre 1995 à McGraw-Hill par John L. Tonry. Il présente une orbite caractérisée par un demi-grand axe de 2,58 UA, une excentricité de 0,24 et une inclinaison de 9,3° par rapport à l'écliptique.

## Compléments